# ملنیک (جمهوری چک)
ملنیک (به چکی: Mělník) نام یک شهر کوچک در جمهوری چک واقع درکنارهٔ رود الب است.
این شهر در استان بوهمی مرکزی و پایانه رود مولداو که به الب می‌ریزد قرار دارد.
دارای ۱۹٬۰۷۷ نفر جمعیت و بندری کوچک در کنار رودخانه می‌باشد.
این شهر مرکز تاکستانی به‌وسعت ۵۰۰ هکتار است.
دارای آثار قدیمی باقی‌مانده از حصار شهر، دروازه پراگ و منبع آب متعلق به قرن سیزدهم، کلیسای پتر و پاول که از سده یازدهم به‌جای مانده و ساختمان شهرداری که در سال ۱۳۹۸ میلادی ساخته شده، می‌باشد.
از سال ۱۲۷۴ میلادی به‌عنوان شهر شناخته شده و از سده چهادهم میلادی جزو املاک ملکه بوهم قرار گرفت.